# جک آنسل
جک آنسل (انگلیسی: Jack Ansell؛ ۴ اوت ۱۹۲۱ – ۲۲ آوریل ۲۰۰۸) بازیکن فوتبال اهل بریتانیا بود.
از باشگاه‌هایی که در آن بازی کرده‌است می‌توان به باشگاه فوتبال آکسفورد یونایتد و باشگاه فوتبال نورث‌همپتون تاون اشاره کرد.